# Kalle Palander
Kalle Markus Palander (* 2. Mai 1977 in Tornio) ist ein ehemaliger finnischer Skirennläufer und bislang der einzige männliche Finne, der Weltcup-Rennen gewinnen konnte. Er war auf die Disziplinen Slalom und Riesenslalom spezialisiert und gehörte in ihnen zu den besten Läufern der Welt. Insgesamt errang er 14 Weltcupsiege. Seine größten Erfolge waren der Weltmeistertitel im Slalom 1999 und der Gewinn des Slalomweltcups in der Saison 2002/03. 

## Biografie
Seit im Jahr 1998 der Österreicher Christian Leitner das Training der finnischen Skinationalmannschaft übernahm, steigerten sich die Leistungen der finnischen Skirennläufer stetig. Der beste Rennläufer aus dieser Gruppe war Kalle Palander, der bei den Weltmeisterschaften 1999 in Vail überraschend Slalom-Weltmeister wurde. Den endgültigen Durchbruch schaffte Palander in der Saison 2002/03, als er den Slalomweltcup für sich entschied. Palander gewann insgesamt 14 Weltcuprennen (10 Slaloms und 4 Riesenslaloms) und stand 30-mal auf dem Podest. Im Jahr 2003 gewann er den Slalomweltcup, 2004 und 2006 wurde er jeweils Zweiter in dieser Wertung. In der Riesenslalomweltcupwertung schaffte er es 2004 als Zweiter ebenfalls auf das Podest. 
Palanders Karriere war zwischenzeitlich immer wieder von Verletzungen begleitet. So musste er die gesamte Saison 2008/09 – mit Ausnahme von zwei FIS-Rennen im April – und die gesamte Saison 2009/10 pausieren. Das Comeback in der Saison 2010/11 erwies sich schwierig. Zwar konnte er im Europacup einen Riesenslalom gewinnen, doch im Weltcup kam er in keinem Rennen unter die besten 20. Zum Saisonauftakt 2011/12 in Sölden verletzte sich Palander erneut am Knie, worauf er wieder eine Saison pausieren musste. Im September 2012 gab er seinen Rücktritt vom aktiven Rennsport bekannt.
Wallander ist mit Riina-Maija Palander, geborene Salminen, verheiratet, sie haben gemeinsame Kinder. Im Jahr 2011 erwarb die Familie den estnischen Gutshof Ontika bei der gleichnamigen Siedlung, den sie in den folgenden Jahren renovierten und zu einem Hotel umbauten.

## Erfolge

### Olympische Spiele
- Nagano 1998: 9. Slalom
- Turin 2006: 9. Riesenslalom

### Weltmeisterschaften
- Sestriere 1997: 16. Slalom, 38. Abfahrt, 39. Super-G
- Vail/Beaver Creek 1999: 1. Slalom, 17. Riesenslalom, 37. Super-G
- St. Moritz 2003: 6. Riesenslalom, 7. Slalom
- Bormio 2005: 4. Riesenslalom
- Åre 2007: 7. Riesenslalom

### Weltcupwertungen
| Saison  | Gesamt                              | Gesamt                              | Riesenslalom                        | Riesenslalom                        | Slalom                              | Slalom                              |
| Saison  | Platz                               | Punkte                              | Platz                               | Punkte                              | Platz                               | Punkte                              |
| ------- | ----------------------------------- | ----------------------------------- | ----------------------------------- | ----------------------------------- | ----------------------------------- | ----------------------------------- |
| 1997/98 | 110.                                | 15                                  | -                                   | -                                   | 45.                                 | 15                                  |
| 1998/99 | 40.                                 | 168                                 | 34.                                 | 26                                  | 18.                                 | 142                                 |
| 1999/00 | 38.                                 | 208                                 | 32.                                 | 36                                  | 17.                                 | 172                                 |
| 2000/01 | 83.                                 | 54                                  | 52.                                 | 6                                   | 31.                                 | 48                                  |
| 2001/02 | 28.                                 | 305                                 | 41.                                 | 18                                  | 6.                                  | 287                                 |
| 2002/03 | 4.                                  | 718                                 | 25.                                 | 60                                  | 1.                                  | 658                                 |
| 2003/04 | 6.                                  | 944                                 | 2.                                  | 349                                 | 2.                                  | 595                                 |
| 2004/05 | 9.                                  | 530                                 | 6.                                  | 303                                 | 10.                                 | 227                                 |
| 2005/06 | 7.                                  | 801                                 | 5.                                  | 306                                 | 2.                                  | 495                                 |
| 2006/07 | 10.                                 | 546                                 | 4.                                  | 299                                 | 9.                                  | 247                                 |
| 2007/08 | 27.                                 | 367                                 | 9.                                  | 240                                 | 22.                                 | 127                                 |
| 2008/09 | verletzungsbedingt keine Ergebnisse | verletzungsbedingt keine Ergebnisse | verletzungsbedingt keine Ergebnisse | verletzungsbedingt keine Ergebnisse | verletzungsbedingt keine Ergebnisse | verletzungsbedingt keine Ergebnisse |
| 2009/10 | verletzungsbedingt keine Ergebnisse | verletzungsbedingt keine Ergebnisse | verletzungsbedingt keine Ergebnisse | verletzungsbedingt keine Ergebnisse | verletzungsbedingt keine Ergebnisse | verletzungsbedingt keine Ergebnisse |
| 2010/11 | 109.                                | 35                                  | 38.                                 | 18                                  | 47.                                 | 17                                  |
| 2011/12 | verletzungsbedingt keine Ergebnisse | verletzungsbedingt keine Ergebnisse | verletzungsbedingt keine Ergebnisse | verletzungsbedingt keine Ergebnisse | verletzungsbedingt keine Ergebnisse | verletzungsbedingt keine Ergebnisse |

### Weltcupsiege
- 30 Podestplätze, davon 14 Siege:

| Datum             | Ort        | Land       | Disziplin    |
| ----------------- | ---------- | ---------- | ------------ |
| 26. Januar 2003   | Kitzbühel  | Österreich | Slalom       |
| 28. Januar 2003   | Schladming | Österreich | Slalom       |
| 2. März 2003      | Yongpyong  | Südkorea   | Slalom       |
| 8. März 2003      | Shigakōgen | Japan      | Slalom       |
| 23. November 2003 | Park City  | USA        | Slalom       |
| 14. Dezember 2003 | Alta Badia | Italien    | Riesenslalom |
| 4. Januar 2004    | Flachau    | Österreich | Slalom       |
| 24. Januar 2004   | Kitzbühel  | Österreich | Slalom       |
| 7. Februar 2004   | Adelboden  | Schweiz    | Riesenslalom |
| 14. März 2004     | Sestriere  | Italien    | Slalom       |
| 24. Januar 2006   | Schladming | Österreich | Slalom       |
| 11. März 2006     | Shigakogen | Japan      | Slalom       |
| 17. Dezember 2006 | Alta Badia | Italien    | Riesenslalom |
| 16. Dezember 2007 | Alta Badia | Italien    | Riesenslalom |

### Europacup- und Nor-Am-Cup-Siege
| Datum             | Ort             | Land       | Disziplin    |
| ----------------- | --------------- | ---------- | ------------ |
| 11. Januar 1997   | Donnersbachwald | Österreich | Slalom       |
| 28. November 2005 | Keystone        | USA        | Riesenslalom |
| 26. November 2007 | Keystone        | USA        | Riesenslalom |
| 14. Dezember 2010 | St. Vigil       | Italien    | Riesenslalom |

### Juniorenweltmeisterschaften
- Voss 1995: 25. Riesenslalom, 56. Abfahrt
- Hoch-Ybrig 1996: 3. Kombination, 4. Slalom, 12. Riesenslalom, 15. Super-G, 33. Abfahrt

### Weitere Erfolge
- 11-facher finnischer Staatsmeister
- 11 Siege in FIS-Rennen (ab 1994/95)